# Охота Криминального доктора
«Охота Криминального доктора» (англ. Crime Doctor's Man Hunt) — детективный фильм режиссёра Уильяма Касла, который вышел на экраны в 1946 году.
Это седьмой из десяти фильмов в киноцикле о Роберте Ордуэе, известном, как Криминальный доктор, роль которого во всех фильмах исполнил Уорнер Бакстер. В этой картине доктор Ордуэй знакомится со страдающим амнезией ветераном Второй мировой войны Филипом Армстронгом (Майрон Хили), которого болезненно тянет в городской парк развлечений. Когда Армстронга убивают, Ордуэй вспоминает, как тот говорил, что его смерть была предопределена предсказателем Альфреди (Иван Тризо). Доктор начинает собственное расследование, где в качестве подозреваемых помимо Альфреди фигурируют невеста Армстронга Айрин (Эллен Дрю), её отец Джеральд Коттер (Фрэнсис Пирло), хозяйка карнавального тира Руби Фаррелл (Клэр Карлтон), зазывала на карнавале (Сай Малис), френолог Маркус Ле Блейн (Олин Хоуленд), склочный и крикливый мистер Эррера (Леонардо Скавино), садовник Коттера по имени Том (Пол Э. Бернс), а также таинственная блондинка в очках, которая руководит двумя бандитами. В итоге, используя свои профессиональные знания, доктор Ордуэй вычисляет убийцу.
Критики в целом положительно оценили картину, отметив увлекательный запутанный сюжет со множеством колоритных подозреваемых, а также интересный психиатрический поворот в финале.

## Сюжет
По парку развлечений бредёт в состоянии прострации симпатичный молодой человек (Майрон Хили). Он подходит к хозяйке тира Руби Фаррелл (Клэр Карлтон), и, держась за голову, просит направить его к медиуму по имени Альфреди, однако девушка не может ему помочь. Вскоре молодой человек приходит на приём к психиатру доктору Роберту Ордуэю, известному как Криминальный доктор (Уорнер Бакстер). Мужчина представляется ветераном войны Джоном Фостером, который после разрыва снаряда страдает от контузии и боевой усталости. Джон рассказывает, что часто теряется во времени и пространстве, не зная, где он оказался и как туда попал. У него было 3-4 подобных приступа, и каждый раз он оказывался на углу парка развлечений блуждающим в состоянии транса. И он не знает, почему его влечёт в это место. Ордуэй говорит, что это связано с его подсознанием. Однако доктор не видит в состоянии Джона ничего особенно тревожного. Он говорит, что Джон имеет право лечение в армейском госпитале, однако тот отвечает, что хотел бы скрыть от невесты свою травму. Когда Джон выходит на улицу, молодая брюнетка Айрин Коттер (Эллен Дрю), ожидавшая его появления, направляется в кабинет Ордуэя и умоляет его рассказать ей, что ему говорил её жених. Ордуэй ничего не рассказывает, ссылаясь на конфиденциальность врачебной практики, и советует женщине самой поговорить со своим женихом, после чего Айрин уходит.
По пути домой Ордуэй проходит через парк развлечений, пытаясь понять, что так влекло сюда Джона. Затем, на тёмной улице он натыкается на двух угрожающего вида громил, Риггера (Фрэнк Салли) и Валдо (Бернард Ниделл), которые тащат человека, не способного стоять на ногах. Прикинувшись пьяным, Ордуэй подходит к ним вплотную, замечая, что они держат Джона без сознания и с кровавой раной на голове. Громилы сажают Ордуэя в свою машину, чтобы подвезти его до дома. Выйдя у одного из домов поблизости и освободившись от своих опекунов, Ордуэй немедленно звонит в полицию. Вскоре подъезжает инспектор полиции Гарри Б. Мэннинг (Уильям Фроули) с группой полицейских. Ордуэй рассказывает, что номера машины были замазаны грязью, а убитым был его сегодняшний пациент. После этого инспектор и Ордуэй допрашивают домохозяйку, из дома которой вышли громилы с Армстронгом. Пока полицейские обыскивают дом, Мэннинг и Ордуэй заходят в кабинет френолога Маркуса Леблана (Олин Хоуленд) на первом этаже. Не обнаружив ничего подозрительного, инспектор передаёт Леблана полиции, а сам расспрашивает Ордуэя о погибшем. Тот сообщает, что некоторое время назад Армстронг приходил в парк развлечений, где ему составил гороскоп некто Альфреди. В ходе допроса постояльцы пансиона в один голос утверждают, что ничего не слышали, однако инспектор Мэннинг не верит им. После тотального обыска всего дома Мэннинг отпускает всех жильцов, оставляя лишь миссис Фаррелл. Так ничего не обнаружив, Мэннинг со своими людьми уходит.
Тем временем Риггер и Валдо заходят к молодой блондинке, докладывая, что избавились от тела, после чего она передаёт им конверт с деньгами. За такое дело громилы требуют больше, однако женщина ссылается на то, что денег у неё больше нет. Они советуют попросить денег у своей семьи, которая наверняка их даст, так как для неё это дело может грозить смертной казнью. Они напоминают, что никого не убивали, в прочем и она говорит то же, объясняя, что защищает другого человека. Бандиты предлагают получить деньги с него, и обещают вернуться следующим вечером.
Ордуэй заходит в кабинет к Мэннингу, сообщая, что в полицейской базе данных не обнаружил фотографий этих громил. Мэннинг показывает ему сообщение в газете, согласно которому доктор Ордуэй прошлой ночью видел труп, который с тех пор полиция не может найти. Мэннинг вызывает сержанта Брэдли (Джек Ли), который докладывает, что были обследованы все уголки в ближайшем окружении, но никакого признака трупа найдено не было. Остался не обследованным лишь один старый дом, который пустует уже много лет. После того, как Мэннинг выражает сомнение, что труп вообще был, Ордуэй решает искать его самостоятельно.
В парке развлечений Ордуэй подходит к стойке тира, где Руби Фаррелл выдаёт ему ружьё, а её ассистент Джо (Сай Малис) с подозрением и угрозой смотрит на доктора. Затем Ордуэй берёт пневматический пистолет и предлагает Руби посоревноваться с ним в стрельбе. Руби легко попадает в цель пять раз подряд, после чего доктор отказывается стрелять и отдаёт ей призовые пять долларов. Ордуэй отводит Руби в сторону, спрашивая про убитого в её доме человека, хотя выстрелов никто не слышал. Он говорит, что в её распоряжении находится бесшумное пневматическое оружие, и кроме того, убитый заходил в её тир и был убит в доме, где она живёт. Ордуэй выясняет, что пневматическое оружие у неё пропадает периодически, и она даже не заявляет об этом. Со своей стороны. Руби советует доктору заняться пустым домом, который стоит напротив её квартиры. Прошлой ночью она видела там движение и огни, как будто кто-то ходил там со свечой. Ордуэй едет с Руби осмотреть этот дом. Оставив девушку в машине, доктор открывает ворота и проходит к дому. Пока Ордуэй обследует дом, Руби, не выдержав напряжённого ожидания, выходит из машины и уходит. Когда доктор поднимается на второй этаж и заходит в спальню, двое громил бьют его по голове, и он теряет сознание. Узнав его по вчерашней встрече, Риггер и Валдо быстро удаляются.
Придя в себя, Ордуэй направляется к Мэннингу, который показывает солдатский медальон с именем Филипа Армстронга, который был найден на теле убитого. Ордуэй предполагает, что Армстронга застрелили из пневматического пистолета, и экспертиза подтверждает это. После этого Мэннинг задерживает Руби как подозреваемую в убийстве. По информации полиции, Армстронг жил в пустующем доме на Декстер-стрит, который расположен напротив дома Руби и принадлежит Джеральду Коттеру (Фрэнсис Пирло). Детективы вместе с Ордуэем выезжают к Коттеру, который живёт в дорогом загородном особняке. Пожилой Коттер, говорит, что дом на Декстер-стрит заперт и пустует уже много лет. Когда Мэннинг называет имя убитого, в комнату входит Айрин, дочь Коттера, для которой новость о смерти Филлипа становится тяжёлым ударом. Айрин в сопровождении служанки Марты (Мэри Ньютон) уходит к себе, а Джеральд говорит, что кроме Айрин у него больше нет родственников. Он рассказывает, что его жена умерла в том доме, и он сохранил комнаты в том виде, как они когда-то были. Далее он говорит, что Филлип был хорошим парнем, и перед войной собирался стать архитектором. Ордуэй предполагает, что вчера вечером Филлип увидел в доме свет и проник внутрь, чтобы разобраться, кто там может быть.
Тем временем на лужайке у дома Коттера появляются Риггер и Валдо, выясняя у садовника Тома (Пол Е. Бёрнс), где можно найти Натали Коттер. Садовник отвечает, что Натали здесь не было уже три года, после чего бандиты удаляются. В своей комнате Айрин разговаривает с Мартой, говоря, что если бы Натали была здесь, она бы ей помогла. Она не хочет видеть отца, вспоминая, что он выставил Натали из дома, не думая о её чувствах. Айрин вспоминает, что когда она только познакомилась с Филлипом, Натали предостерегала её не влюбляться в него, так как это принесёт только горе. Некоторое время спустя, увидев дочь, Джеральд восклицает, что она так и не простила его за Натали, на что Айрин спрашивает, зачем он отослал Натали, которая сейчас ей так нужна. На улице Айрин встречает садовника Тома, который сообщает ей, что двое странных мужчин разыскивали сегодня Натали. Когда Том говорит, что прогнал их, Айрин сожалеет, что он не позвал её. Как она полагает, возможно, Натали вернулась в город, и, возможно, она попала в беду. Айрин просит не рассказывать об этом случае отцу. Если же мужчины вернуться, Айрин просит позвать её, чтобы она могла поговорить с ними.
Риггер и Валдо поджидают нанявшую их блондинку у её квартиры. Она приглашает их зайти, рассказывая, что встречалась с отцом, но денег она не достала. Бандиты говорят, что были сегодня у дома её отца, однако её там не было. Они угрожают, что в случае чего они могут просто сбежать из города, но тогда обязательно донесут на неё полиции. Обещая отдать деньги, блондинка зажигает газовый камин и предлагает им выпить.
В ресторане Ордуэй встречается с Айрин, сообщая, что никаких новостей о двух громилах пока нет. Что касается задержанной Руби, то доктор уверен, что она не убивала Филлипа и скорее всего, даже не знала его. Но поскольку убийство было совершено из её оружия, что-то она должна знать. Ордуэй полагает, что Руби на подсознательном уровне может догадываться, кто украл её пистолет. Он собирается ещё раз встретиться сегодня с Руби, чтобы разобраться в её скрытых воспоминаниях. Айрин говорит, что после смерти Филлипа не может прийти в себя и даже не плакала. По её словам, Натали говорила, что она слишком часто плакала, а это признак слабости. Айрин рассказывает, что Натали — это её сестра, которая практически воспитала её, и она слишком сильно зависела от неё. Натали была такой сильной и способной на многое, а Айрин требовалась опора. Где Натали сейчас, Айрин не знает. Три года назад она ушла из дома, и с тех пор о ней ничего не было слышно. В тот момент, когда Айрин рассказывает, что познакомилась с Филлипом перед войной, инспектор Мэннинг по телефону вызывает Ордуэя, полагая, что нашёл двух громил.
Ордуэй заходит в комнату, где его встречает инспектор. Доктор опознаёт двух громил, которых встречал с Филлипом ранее. Мэннинг сообщает, что, по словам коронера, они умерли от удушения, а уборщик, который обнаружил их, утверждает, что из комнаты сильно пахло газом и газовые краны были открыты. При этом, как выясняется, эти парни не жили в этой квартире, её в течение трёх месяцев снимала женщина, про которую никто во всём доме толком ничего не знал. Ей 25-26 лет, она блондинка, носит тёмные очки и называла себя Джейн Робертс. В записной книжке у одного из громил они находят имя Альфреди, которого Мэннинг решает допросить. В участке Альфреди (Иван Тризо) заявляет, что не знал убитых, также как и не помнит, был ли среди его клиентов Армстронг, и его задерживают для дальнейшей проверки.
Доктор направляется в камеру к Руби, спрашивая её о таинственной блондинке, и Руби вспоминает, что несколько раз видела её около тира, и теоретически она могла украсть пистолет. Уверенный в том, что Альфреди не говорит всего, что знает, Ордуэй ещё раз допрашивает его. Ордуэй заявляет медиуму, что им стало известно, что как тех двоих, так и Армстронга убила женщина, потому что они знали слишком много. Вопрос заключается в том, что если она, подумает, что и Альфреди что-то знает, то его жизни будет угрожать смертельная опасность. После этого Альфреди признаётся, что знает эту женщину, которая сказала ему, что Филлип является мошенником, который охотится за деньгами её сестры. Она попросила Альфреди убрать Филлипа, и тот прислал ей двух парней, чтобы напугать его и ничего не знал о готовящемся убийстве. Ордуэй догадывается, что эту женщину зовут Натали Коттер. Мэннинг оставляет Альфреди под надзором полиции как важного свидетеля.
Затем Мэннинг и Ордуэй приезжают в дом Коттера для разговора с Джеральдом и Айрин, которая не верит в их рассказ. Отправив Айрин в её комнату, Джеральд рассказывает, что с детства Натали была крайне ревнивой и любила полностью контролировать свою сестру. Бедная Айрин была настолько ей предана, что даже не пыталась самоутвердиться. Наконец, когда Натали решила разорвать помолвку Айрин с Филлипом, возникал ссора, и Натали ушла из дома. Некоторое время спустя она прислала Айрин письмо из Нового Орлеана, но без обратного адреса. С тех пор о ней ничего не было слышно. Джеральд заявляет, что хотя Натали и его дочь, он ни в коем случае не будет её покрывать.
Когда Ордуэй позднее появляется в кабинете у Мэннинга, он видит там разгневанного мистера Эрреру (Леонардо Скавино) с Гаити, который угрожает отдать полицию под суд. Он рассказывает, что услышал по радио, что полиция разыскивает по подозрению в убийствах его жену Натали, на которой он был женат два с половиной года. Между тем, Натали умерла уже шесть недель тому назад, и Эррера как раз сегодня приехал в город, чтобы навести справки о её наследстве.
После этого Ордуэй приглашает Айрин к заброшенному дому, чтобы осмотреть ещё раз комнату её матери. Он обнаруживает на полу перчатку, которую показывает Айрин, а затем просит её из соседней комнаты позвонить Мэннингу. Когда она выходит, Ордуэй задувает свечи перед окном, подавая условный сигнал. Вскоре в комнату входит очень похожая на Айрин блондинка в очках и с пистолетом в руке. Она говорит доктору, что видела, как он заходил в комнату вместе с Айрин. Давая понять, что она застрелила Филлипа из пневматического пистолета, блондинка приказывает Ордуэю выйти из комнаты. Когда блондинка вслед за ним проходит через дверной проём, стоящие за стеной Мэннинг и Брэдли, которым Ордуэй подал условный сигнал свечой, выхватывают у неё пистолет и подсвечник. Детективы полагают, что задержали Натали, которую муж ошибочно посчитал убитой. Однако когда Ордуэй снимает с девушки очки и парик, становится ясно, что это Айрин. Доктор объясняет, что Айрин, выдавая себя за свою сестру Натали, совершила все три убийства. Но её маскарад не связан с тем, что она хотела отвезти от себя подозрения. У неё, по словам доктора, типичный пример психоза. В обычном состоянии Айрин робкая и подавленная, поэтому Натали могла доминировать над ней. После того, как Натали ушла из дома, Айрин совершенно не знала, как жить дальше. Единственный выход она видела в том, чтобы принять личность сестры. Желание выдать себя за сестру постепенно превратилось в реальность. У Айрин произошло полное раздвоение личности. Когда Айрин была Натали, она думала и действовала как её сестра, и Армстронг догадался об этом. Он уговаривал её обратиться за врачебной помощью, но она боялась, что её заберут в психиатрическую лечебницу. Опасаясь, что Филлип всё расскажет её отцу, Айрин не придумала другого способа защититься, как убить своего жениха. Она украла у Руби пистолет, который нельзя отследить. Затем она назначила Филлипу свидание в этом доме точно так же, как сделала сейчас с Ордуэем. Полиция уводит Айрин, после чего Ордуэй показывает, как с помощью трюка с перчаткой он заставил Айрин поверить в то, что она действительно забыла её здесь.

## В ролях
- Уорнер Бакстер — доктор Роберт Ордуэй
- Эллен Дрю — Айрин Коттер
- Уильям Фроули — инспектор Гарри Б. Мэннинг
- Клэр Карлтон — Руби Фаррелл
- Фрэнк Салли — Риггер
- Бернард Неделл — Валдо
- Джек Ли — сержант Брэдли
- Фрэнсис Пирло — Джеральд Коттер
- Иван Тризо — Альфреди

## Создатели фильма и исполнители главных ролей
Сценарий фильма написан высококвалифицированным автором Ли Брэкетт, которая более всего известна по фильму нуар «Большой сон» (1946) и вестерну «Рио Браво» (1959).
Как написал историк кино Ким Ньюман, «это одна из ранних режиссерских работ Уильяма Касла категории В, интригующе предвосхищающая его фильм „Со склонностью к убийству“ (1961), который часто называли имитацией хичкоковского „Психо“ (1960)». «Будущий мастер фильмов ужасов», Касл в дальнейшем поставил такие картины, как «Дом ночных призраков» (1959), «Тинглер» (1959), «Мистер Сардоникус» (1961) и «Смирительная рубашка» (1964).
Уорнер Бакстер сыграл в таких фильмах, как «Великий Гэтсби» (1926), «В старой Аризоне» (1928), который принёс ему «Оскар» за лучшую мужскую роль, «Западд Занзибара» (1928), «42-я улица» (1933) и «Похищенный» (1938), после чего с 1943 по 1949 год появился в роли доктора Роберта Ордуэя в десяти фильмах цикла о Криминальном докторе.
Эллен Дрю известна по фильмам «Если бы я был королём» (1938), «Рождество в июле» (1940), «Джонни О’Клок» (1947), «Звёзды в моей короне» (1950) и «Аризонский барон» (1950).

## История создания фильма
Рабочее название этого фильма «Честь Криминального доктора» (англ.  The Crime Doctor's Honor).
Фильм находился в производстве с 6 до 21 мая 1946 года и вышел на экраны 24 октября 1946 года.

## Оценка фильма критикой
Как написал историк кино Хэл Эриксон, «многие любители кино считают этот фильм лучшим в киноцикле Columbia Pictures о Криминальном докторе».
Рецензент TV Guide положительно оценил фильм, отметив «психиатрические аспекты, положенные в его основу», а также «запутанный сюжет с множеством необъяснимых поворотов».
Киновед Клифф Алиперти назвал картину «занимательной», обратив внимание на «неплохой набор персонажей, включая нескольких подозреваемых», таких как «склочный крикун, который сыплет угрозами в адрес инспектора за то, что тот опорочил имя его жены».
Киновед Ким Ньюман отметил, что «почти с самого начала известно, что преступник — женщина, хотя в конце есть поворот», благодаря которому его можно считать «прецедентом для „Психо“ (1960), „Бойцовского клуба“ (1999) и многих других детективных историй, где „два персонажа — на самом деле один“». По словам критика, «в заброшенном доме и в парке развлечений есть что-то таинственное, и, хотя обман с подменой очевиден, за Дрю забавно наблюдать в роли контрастных сестер: одна веселая и кроткая, а другая жёсткая и коварная». Ньюман также обращает внимание на «эксцентричные отвлекающие маневры» актёров второго плана, таких как «Олин Хоуленд в роли взъерошенного френолога, Иван Тризо в роли жуликоватого прорицателя, Леонардо Скавино в роли вспыльчивого кубинца, который угрожает подать на всех в суд, и Минервы Урекал в роли домовладелицы».